# Потаповська (присілок)
Потаповська (рос. Потаповская) — присілок у Гусь-Хрустальному районі Владимирської області Російської Федерації.
Входить до складу муніципального утворення Муніципальне утворення «Селище Іванищі». Населення становить 20 осіб (2010).

## Історія
Присілок розташований на землях фіно-угорського народу мещери.
Від 1929 року належить до Гусь-Хрустального району. Спочатку у складі Івановської промислової області, а від 19 серпня 1944 року — Владимирської області.
Згідно із законом від 25 травня 2005 року входить до складу муніципального утворення Муніципальне утворення «Селище Іванищі».

## Населення
| 1859 | 1905 | 1926 | 2002 | 2010 |
| ---- | ---- | ---- | ---- | ---- |
| 248  | ↗335 | ↘315 | ↘18  | ↗20  |